# 斯卢茨凯
49°41′53″N 26°20′45″E / 49.69806°N 26.34583°E
斯卢茨凯（烏克蘭語：Слуцьке），2024年9月前名为切尔沃内斯盧奇（烏克蘭語：Червоний Случ，或译为紅斯盧奇），是位於烏克蘭西部的村莊，由赫梅利尼茨基州裡赫梅利尼茨基區的泰奧菲波爾市鎮負責管轄。該村處於斯盧奇河畔，始建於1925年，海拔高度321米，2001年人口113。
2024年9月19日，乌克兰最高拉达将此村的名字改为斯卢茨凯。